# فضي (لون)
اللون الفضي هو لون رمادي عادة ما يستعمل لإظهار سطوع الضوء على المعادن. اسمه مشتق من معدن الفضة.

## طالع أيضًا
- اللون الرمادي — يشبه اللون الفضي في أحدى تدرجاته.
- اللون الذهبي
- اللون نحاسي